# Louise d'Épinay

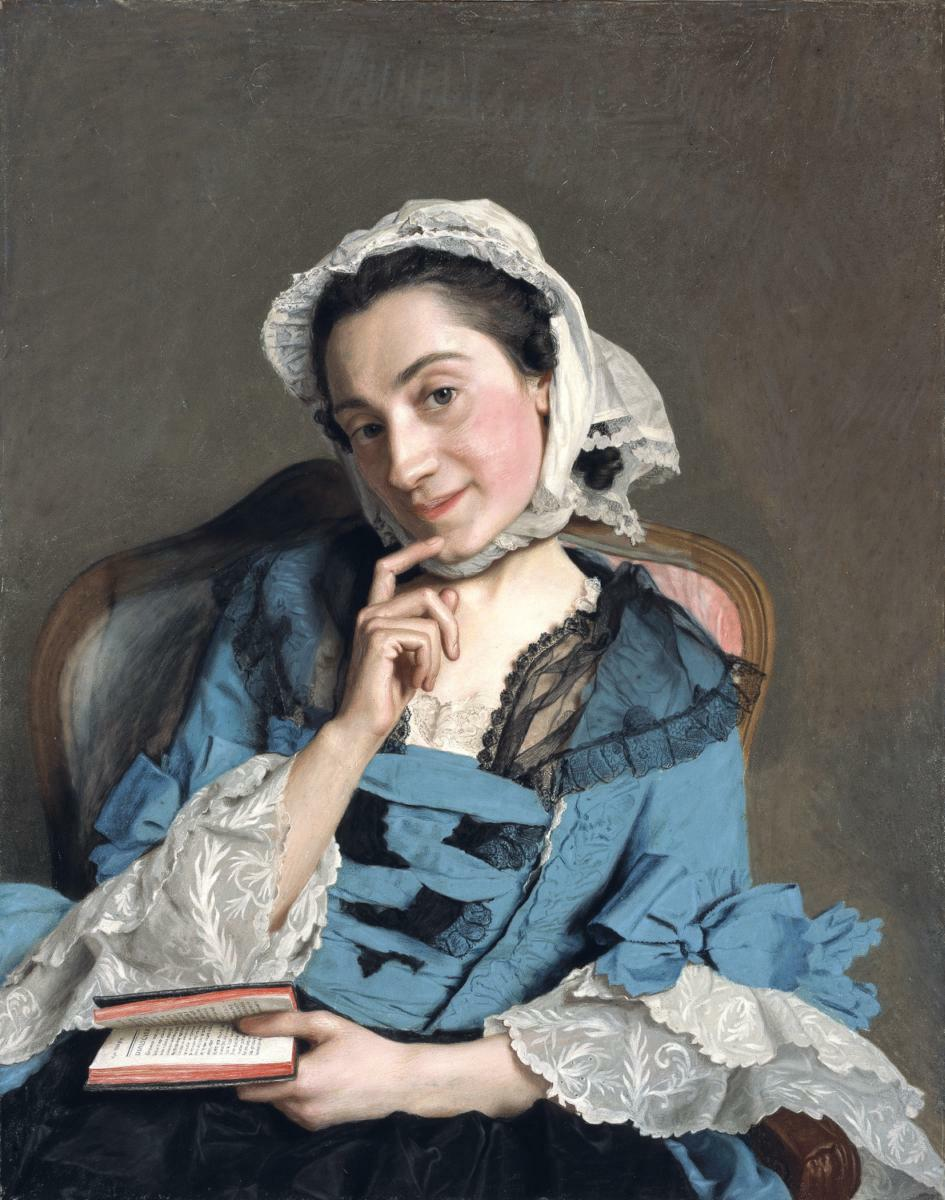
Louise d'Épinay por Jean-Étienne Liotard

Louise Florence Pétronille Tardieu d'Esclavelles d'Épinay (Valenciennes, 11 de março de 1726 – 17 de abril de 1783) foi uma escritora da França, celebrizada por suas ligações afetivas com Jean-Jacques Rousseau e Friedrich Melchior von Grimm, e por seu intercâmbio intelectual com Denis Diderot, Jean le Rond d'Alembert e outros literatos franceses.
Era filha de Tardieu d'Esclavelles, brigadeiro da infantaria. Casou-se com seu primo Denis Joseph de La Live d'Epinay, coletor de impostos geral, numa união infeliz. Separou-se dele em 1749 e mudou-se para o Château de La Chevrette, onde manteve um famoso salão literário e se correspondeu com muitos membros da realeza européia.
Escreveu Conversations d'Émilie (1774) para a educação de sua neta, Emilie de Belsunce, obra que foi premiada na Academia Francesa em 1783. Outra obra sua é Mémoires et Correspondance de Mme d'Épinay, renfermant un grand nombre de lettres indites de Grimm, de Diderot, et de J.-J. Rousseau, ainsi que des details, &c. (1818), uma autobiografia romanceada, onde divulgou muitos documentos e cartas autênticos. Correspondance de l'abbé Galiani apareceu em 1818, e mais duas outras obras, Lettres a mon fils (1758) e Mes moments heureux (1759), foram publicadas anonimamente.